# Eucereon chloraenoma
Eucereon chloraenoma là một loài bướm đêm thuộc phân họ Arctiinae, họ Erebidae.